# Giwi Morcziladze
Giwi Morcziladze (gruz. გივი მორჩილაძე; ur. 6 lipca 1986) – gruziński zapaśnik walczący w stylu klasycznym. Zajął trzynaste miejsce na mistrzostwach Europy w 2005. Czwarty w Pucharze Świata w 2008. Trzeci na ME kadetów w 2003 roku.